# Nicolas Champion
Nicolas Champion noto anche come Nicolas Liégeois e Clais le Liégeois, (Liegi, 1475 circa – 20 settembre 1533) è stato un compositore fiammingo del Rinascimento. Fece parte della famosa Cappella musicale dell Corte degli Asburgo ai tempi di Filippo I di Castiglia e Carlo V. Ai tempi di Filippo I lavorò a stretto contatto con i compositori Pierre de La Rue, Marbriano de Orto e Alexander Agricola.

## Biografia
Champion nacque a Liegi o nelle vicinanze, dove probabilmente ricevette la prima educazione musicale. Poco di lui si conosce riguardo ai primi anni della sua vita. Le prime notizie certe riguardano la sua presenza nella 
Grande chapelle di Filippo I, datata 13 novembre 1501, antecedente al primo viaggio di Filippo in Spagna. Egli fu uno dei pochi cantori che rimasero dopo la morte di Filippo avvenuta nel 1506, rimanendo alle dipendenze della moglie Giovanna la Pazza; per diversi anni dopo la morte di Filippo, Giovanna girovagò per la Castiglia con la salma del marito rinchiusa in una bara, e tutte le notti faceva cantare un requiem in suffragio del marito, fino a quando suo padre Ferdinando I non la fece imprigionare nella fortezza di Tordesillas.
Dopo lo scioglimento della Cappella, Champion entrò nella Cappella di Carlo V. In essa ebbe un'importanza rilevante e venne remunerato in maniera particolare, secondo le fonti di Corte, tanto da essere considerato alla pari con Pierre de La Rue. Vi sono delle fonti che evidenziano la sua presenza alla corte di Federico il Saggio, duca di Sassonia, come la messa a cinque voci che compose per lui.

## Musica

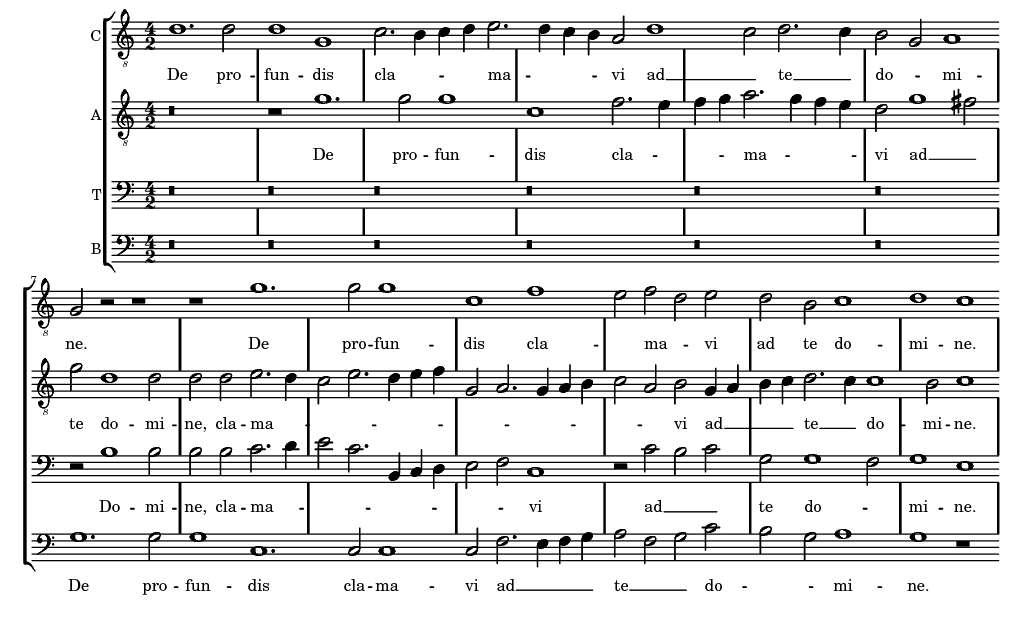
Inizio del De profundis

Mentre soltanto sei delle sue composizioni sono sopravvissute, il riesame di un pezzo a quattro voci Salmo 130 (De Profundis) per lungo tempo attribuito a Josquin des Prez, mette in evidenza la qualità delle sue composizioni.
Fra le opere superstiti di Champion si hanno due messe, entrambe a cinque voci: Missa Maria Magdalena e Missa Ducis saxsonie:  Sing ich niet wol; due salmi mottetti, uno a quattro e uno a sei voci, e una chanson, Noch weet ick, in lingua olandese. Il  De profundis, lungamente attribuito a Josquin, è relativamente famoso: per esempio, Grout and Palisca, nella loro History of Western Music, spesso usato come testo di storia della musica nei conservatori, lo propone come esempio dello stile tardo di Josquin. Il famoso copista Pierre Alamire lo attribuì a Champion nella sua prima fonte, il manoscritto VienNB Mus 15941, ed il caso ha voluto che recentemente sia stata confermata l'attribuzione a Champion, per ragioni stilistiche.
Stilisticamente la sua musica è molto simile a quella di Josquin per diversi aspetti, compreso il largo uso di musica tonale, dell'uso della parafrasi e per lo sviluppo delle melodie. Usò inoltre delle tessiture fiorite ritmicamente su molte voci.